# Muhovo
Muhovo (Servisch cyrillisch Мухово) is een plaats in de Servische gemeente Novi Pazar. De plaats telt 545 inwoners (2002).